# Ulrich Sporleder

Ulrich Sporleder (ca. 1940)

Ulrich Sporleder (* 7. Juli 1911 in Schwerte; † 23./24. Juli 1944 in Ostrów Lubelski bei Lublin, Polen) war ein deutscher evangelischer Geistlicher, Pfarrer der Bekennenden Kirche in Marienburg und Marienwerder, Offizier der deutschen Wehrmacht und Widerstandskämpfer gegen den Nationalsozialismus.

## Leben und Wirken

### Familie und Kindheit
Ulrich Sporleder wurde als zweites von drei Kindern in eine ursprünglich in Mecklenburg (Schloss/Rittergut Steinbeck bei Bellin) und Schlesien (Rittergut Reinshain) begüterte, teils monarchistisch-nationalkonservativ, teils christlich-sozial und sozialdemokratisch geprägte Gutsbesitzerfamilie hineingeboren. Friedrich Wilhelm Sporleder (1787–1875), Naturforscher und Konsistorialrat am gräflich-stolbergischen Konsistorium Wernigerode, zählt zu seinen Vorfahren, der ehemalige Oberbürgermeister von Herne Georg Sporleder sowie der Verwaltungsjurist Werner Sporleder, ehemaliger Bürgermeister bzw. Gemeindevorsteher von Aschersleben, Havelberg und Berlin-Adlershof sind seine Onkel, die Malerin Clara Sporleder seine Tante, die Bildhauerin Lenore Gerber-Sporleder seine Cousine, der Schriftsteller, Philologe und Psychologe Gerd Schimansky sein Schwager und der Opernsänger Kurt Manfred Sporleder (1915–1976) sein Bruder. Seine Jugend verbrachte er vorwiegend in Frankfurt am Main und auf Schloss Braunfels/Lahn. Durch seine Mutter Marie Anna Katharina Sporleder, die unter Freifrau von Hadeln auch Geschäftsführerin des monarchistischen Königin-Luise-Bundes war, kam er früh in Kontakt mit den christlichen Jugendbewegungen, so insbesondere mit der Marburger Michaelsbruderschaft als Teil der Berneuchener Bewegung.
Zu seinen engen Weggefährten, Lehrern und Freunden gehörten neben Martin Niemöller, der 1939 Pate seines ersten Sohnes Martin (1939–2022) wurde, Gerhard Ritter, Karl Bernhard Ritter, Hans Joachim Iwand, Horst Symanowski, Rudolf Bultmann und Hans Freiherr von Soden unter anderem auch hochrangige Offiziere der Reichswehr und späteren deutschen Wehrmacht.

### Studium und politische Tätigkeit
Sporleder studierte nach dem in Wetzlar absolvierten Abitur seit dem Sommersemester 1930 Theologie an der Universität Königsberg, wo er sich auch der Deutschen Akademischen Gildenschaft anschloss. Zum Wintersemester 1931/32 wollte Sporleder zu Karl Barth an die Universität Bonn wechseln, setzte sein Studium dann aber an der Universität Marburg unter anderem bei Hans Freiherr von Soden, Rudolf Bultmann und Wilhelm Maurer fort. Nach anfänglicher Skepsis meinte er die Intention Bultmanns hinsichtlich seines „Entscheidungsbegriffes“ verstanden zu haben und näherte sich seinen Positionen an. Als die Mitglieder der Königsberger Gilde Skuld ihn 1932 zum Gildemeister wählen wollen, befielen Sporleder Zweifel hinsichtlich seines Verhältnisses zur zunehmend unter völkischen Einfluss geratenen Gildenschaft. Zum Sommersemester 1932 kehrt er an die Universität Königsberg zurück, wo er u. a. bei den Professoren Hans Joachim Iwand und Martin Noth sein Theologiestudium fortsetzte. Zum Sommersemester 1933 ging er von dort an das Herder-Institut nach Riga und kehrte nach zwei Semestern erneut nach Königsberg zurück. Nun gehörte er an der Seite Iwands zu den maßgeblichen Kämpfern gegen die Schließung des dortigen Lutherheimes durch die Gestapo.

### Widerstand, Arbeit für die Bekennende Kirche und Haftzeit
Im Sommer 1934 zum Fachschaftsleiter gewählt, nahm Sporleder am Wissenschaftslager der theologischen Fachschaft in Wormditt teil und verfasste anschließend das Vorwort zu den in der Reihe Bekennende Kirche publizierten Vorträgen von Julius Schniewind und Herbert Girgensohn. Sporleder vertrat hier die Ansicht, nicht die Theologiestudenten hätten sich außerhalb des Staates gestellt, sondern der NS-Staat selbst würde durch seinen totalitären Anspruch Ausgrenzung und Widerstand hervorrufen. Tatsächlich versuchten viele Theologiestudenten, darunter auch solche, die den Vordenkern der Barmer Theologischen Erklärung nahe standen, durch eine Mitgliedschaft in der SA nationale Gesinnung und sogar ihre Bereitschaft zur Mitwirkung am Aufbau eines nationalsozialistischen Deutschland zu demonstrieren, machten aber schnell die Erfahrung der Unvereinbarkeit von Nationalsozialismus und Christentum. Aufgrund dieser Situation wurde Sporleders Vorwort reichsweit schnell als „Manifest der Theologiestudenten“ jener Generation verstanden. Für den 9. November 1934 kündigte Sporleder eine Diskussion mit dem Professor Hans Michael Müller über dessen Buch Vom Staatsfeind im Audimax der Universität an. Kommilitonen wie Manfred Koschorke und Horst Symanowski beschrieben diese von Sporleder geprägten Diskussionen später als einen letzten Ort der Freiheit inmitten der Unfreiheit und des Gesinnungsterrors. Am 26. November 1934 erfolgte unter der Federführung Sporleders die Gründung der „Bruderschaft der Vikare und Hilfsprediger der ostpreußischen BK“ im Rahmen des „Zweiten Ostpreußischen Kirchentages“. Sporleder gehörte unter den Gründungsmitgliedern zum sog. „radikalen Flügel“ der „jungen Brüder“, der jegliche Zugeständnisse und Kompromisse gegenüber dem NS-Staat ablehnte. Folgerichtig forderte er in einer Sitzung des Ostpreußischen Bruderrates am 12. April 1935 eine kompromisslose Haltung und konsequentes Vorgehen gegen den sog. Rust-Erlass. Insbesondere sollte die Einflussnahme auf die Lehrstuhlbesetzungen an den Theologischen Fakultäten durch eindeutige Stellungnahmen offengelegt werden. Außerdem wollte Sporleder die in den Gottesdiensten der Bekenntnisgemeinden gehaltenen Fürbitten auf alle Häftlinge der Konzentrationslager ausweiten bzw. bezogen wissen. Gewöhnlich galten diese bis dato den verfolgten „Brüdern“ und weniger den katholischen, jüdischen, kommunistischen, sozialdemokratischen oder anderen Mithäftlingen. Sporleder war auch maßgeblich an den Einladungen Martin Niemöllers nach Ostpreußen und der Organisation seiner damit verbundenen Vortragsreisen und Gastpredigten beteiligt. Niemöller wurde fortan sein väterlicher Freund und stand auch der Familie nahe.
Von Dezember 1935 bis April 1936 war Sporleder auf Einladung von Albrecht Graf zu Stolberg-Wernigerode auf Schloss Dönhoffstädt als Hauslehrer tätig. Dort erfuhr er Schutz vor Verfolgung und erhielt zugleich die Gelegenheit, sich auf die Ablegung seines 1. Examens vor dem illegalen Prüfungsausschuss der ostpreußischen Bekenntnissynode vorzubereiten. Auf Schloss Dönhoffstädt verfasste er auch seine Examensarbeit zum Thema Rechtfertigung und Heiligung nach der Apologie. Vom 16. bis zum 19. März 1936 legte er als einer von 19 Kandidaten sein erstes Theologisches Examen bei der Bekennenden Kirche in Ostpreußen ab. Am 25. April 1936 war er Mitglied des Förderausschusses zum Wissenschaftslager der Theologischen Fachschaft in Tilsit und reiste am 15. Juni 1936 zum Studententag nach Posen. In diese Zeit fällt eine von ihm verfasste Predigt über Heb 12,1–6 , in der er als Reaktion auf die Nürnberger Rassegesetze unter dem Wort „heute sind wir (Christen und Juden) mehr denn je ein Geschlecht (d.h. aus dem Geschlechte Davids)“ zu Kampf und Widerstand aufrief.
Vom 1. Mai 1936 an wirkte er bis zu seiner Beurlaubung zum Reichsheer am 17. Oktober 1936 als Vikar in Heilsberg/Ostpreußen. Seine Ausbildung als Offiziersanwärter erhielt er bei einem der traditionsreichen Husarenregimenter Ostpreußens. Im Anschluss war er Vikar bei Pfarrer Werner Lehmbruch in Rehhof und als Prädikant in Marienwerder tätig, wo ihm der Aufbau einer neuen Bekenntnisgemeinde gelang. Am 14. November 1937 predigte Sporleder im Rahmen eines so genannten Kirchentages der Bekennenden Kirche gemeinsam mit Lehmbruch und weiteren Pfarrern, Hilfspredigern und Prädikanten in verschiedenen Kirchen Elbings. Im Anschluss wurde er erstmals von der Gestapo zusammen mit Werner Lehmbruch und sechs weiteren Amtsbrüdern festgenommen und bis zum 21. November 1937 zunächst im Gestapo- und zuletzt im Gerichtsgefängnis Elbing inhaftiert. Seine Predigten, Telefongespräche und der Briefverkehr wurden bereits seit einiger Zeit überwacht und dienten nun zur Begründung der Untersuchungshaft und der Anklageerhebung. Am 7. und 14. Dezember 1937 wurde er als letzter „Schutz- und Untersuchungshäftling“ („Nr. 87“) auf der reichsweiten Fürbittenliste der Bekennenden Kirche genannt, die von Pfarrer Martin Niemöller („Nr. 1“) als „persönlicher Gefangener Hitlers“ angeführt wurde.

### Hilfsprediger der Bekennenden Kirche in Marienburg und Marienwerder (Westpr.)
Nach seiner Haftentlassung setzte sich Heinrich Graf zu Dohna-Schlobitten als Mitglied des Ostpreußischen Bruderrates dafür ein, dass Sporleder zum 1. Mai 1938 als Nachfolger Helmut Passauers zum Hilfsprediger der Bekennenden Kirche in Marienburg ernannt wurde. Dort stand er ebenso wie sein Vorgänger als einziger Bekenntnisgeistlicher vier „Deutsch-Christlichen“ Pfarrern gegenüber. In diese Zeit fallen auch erste intensivere Kontakte zu späteren Mitgliedern des militärischen Widerstands. Seine Gottesdienste wurden regelmäßig von Spitzeln der Gestapo besucht und er wurde auch mehrfach von Gemeindemitgliedern wegen des Inhalts seiner Predigten und seines Konfirmandenunterrichts denunziert. Am 7./8. Juli 1938 heiratete er in Lauenburg/Pommern Annemarie Weissenborn (1911–1972), eine Tochter des ehemaligen Oberbürgermeisters von Halberstadt. Durch seinen Schwager Gerd Schimansky und dessen Freund Willy Kramp erhielt Sporleder Kontakt zum oppositionellen Schriftsteller Ernst Wiechert, der Lehrer Schimanskys am Hufengymnasium in Königsberg war. Wegen der Sammlung von Kollekten für die Bekennende Kirche und Predigtfürbitten für gemaßregelte und inhaftierte Pfarrer stand er im Herbst des Jahres 1938 in zwei Prozessen als Angeklagter vor dem Reichsgericht. Nachdem er in der Marienkirche im Silvestergottesdienst 1938 die Novemberpogrome gegen die jüdische Bevölkerung scharf angeprangert und für die Verfolgten gebetet hatte, wurde er auf gemeinsames Betreiben des Konsistoriums, des Reichskirchenministeriums und der Gestapo Anfang 1939 rückwirkend zum 31. Dezember 1938 seines Amtes enthoben und mit Redeverbot belegt. Als Reaktion auf die Amtsenthebung gingen beim Konsistorium in Königsberg und den staatlichen Stellen mehr als 200 Protestschreiben von Mitgliedern der Marienburger Bekenntnisgemeinde ein. Daraufhin wurde ihm zugestanden, die von Passauer übernommenen Konfirmanden bis zu ihrer Konfirmation im Frühjahr 1939 weiter unterrichten zu dürfen. Predigt und Zutritt zur Marienburger Georgenkirche wurden ihm jedoch untersagt und deren Nutzung für Bekenntnisgottesdienste nunmehr generell verboten. Die Gemeinde hielt ihre Gottesdienste daraufhin unter der Leitung Sporleders in den Privatwohnungen der Marienburger Gemeindemitglieder im Verborgenen.

### Offizier einer Panzerjägereinheit, Treffen mit Bonhoeffer, „Retterwiderstand“ und Militärischer Widerstand
Am 26. August 1939 wurde Sporleder zur Wehrmacht einberufen und nahm als Offizier einer im Wehrkreis I aufgestellten Panzerjägereinheit, die zur „Gruppe Brandt“, 3. Armee gehörte, am Überfall auf Polen teil. Die frühzeitige Einberufung wurde von einflussreichen Freunden befördert, um ihn vor einer drohenden erneuten Inhaftierung und Einweisung in ein KZ zu schützen. In Berlin waren dennoch weiterhin zwei politische Verfahren gegen ihn anhängig. Während seines Weihnachturlaubs legte Sporleder im Januar 1940 sein durch die Einberufung unterbrochenes 2. Examen ab und wurde anschließend in Königsberg ordiniert. Den vom Konsistorium geforderten „Führereid“ lehnte er wie zuvor weiterhin ab. Seit dem 10. Mai 1940 erfolgte Sporleders Einsatz als Leutnant in einer schweren Panzerjägereinheit beim Frankreichfeldzug im Rahmen der so genannten Panzergruppe von Kleist. Am 1. Mai 1940 wurde er mit dem Eisernen Kreuz 1. Klasse ausgezeichnet und im Juni 1940 schwer verwundet. Im Anschluss an einen Lazarettaufenthalt in Augsburg wollte er Mitte Juli nach Marienburg reisen. Dort war er mit Dietrich Bonhoeffer verabredet, der nach Abschluss seiner Visitationsreise durch Ostpreußen in Abänderung seiner ursprünglichen Reiseroute von Danzig nach Berlin laut eigenhändigem Kalendereintrag vom 25. bis zum 26. Juli 1940 einen Aufenthalt bei Ulrich Sporleder in Marienburg und Marienwerder plante. Zu dieser Zeit korrespondierte Sporleder über offiziellen Schreiben beigefügte und codierte Artikel u. a. aus der Schweizer Radiozeitung mit Kontaktleuten in der Schweiz.
Während des Krieges gegen die Sowjetunion war er zuletzt als Hauptmann Kommandant einer mit den Panzertypen „Sturer Emil“, „Dicker Max“, „Elefant“ und „Hornisse“ bzw. „Nashorn“ ausgerüsteten schweren Panzerjäger-Kompanie bzw. Abteilung (521./655.). Seiner Marienburger Bekenntnisgemeinde sandte er von der Front immer wieder Texte, die von Gemeindemitgliedern oder Familienangehörigen, wie seiner Schwägerin Eva Schimansky geb. Weissenborn, verlesen wurden. Im Pfarrhaus seines Schwagers in Lauenburg bildete sich zudem ein oppositioneller Kreis von Zuhörern, dem auch Generalstabsoffiziere des Heeres angehörten. Aufgrund einer zu Weihnachten 1941 an der Ostfront gehaltenen Predigt und Ansprache drohte 1942 Sporleders erneute Verhaftung und eine Anklage vor dem Reichskriegsgericht. Einer Verurteilung durch das Reichskriegsgericht konnte Sporleder wahrscheinlich durch Protektion von Seiten hoher Offiziere und einflussreicher Juristen entgehen. Am 1. April zum Oberleutnant d. R. befördert, stand er Anfang Oktober 1942 mit seiner Panzerjägerabteilung vor Stalingrad und wurde in den dortigen Kämpfen schwer verwundet.
Zur Genesung konnte er nach Marienburg zurückkehren, wo er sogleich den Dienst in der Gemeinde wieder aufnahm und sich gemeinsam mit seiner Frau, Werner Lehmbruch und Horst Symanowski sowie weiteren Helfern an der Organisation einer ostpreußischen „Pfarrhauskette“ zur Rettung der von Deportationen bedrohten Berliner Juden beteiligte. Das Berliner Büro der Gossner-Mission unter Hans Lokies (1895–1982) und Eberhard Bethge diente dabei als Anlaufstelle und die Marienburger Wohnung der Familie Sporleder im Mühlengraben 5 gehörte ebenso wie verschiedene Pfarrhäuser und das Haus Lehmbruchs in Rehhof zu den von Horst Symanowski so bezeichneten „heimlichen Behausungen“. Eine Berliner Jüdin wurde in Sporleders Wohnung wegen fehlender Ausweichquartiere länger als geplant versteckt, überlebte den Holocaust und lebte später zunächst in Schweden und dann in den USA.
Bis März 1943 absolvierte Sporleder einen Offizierslehrgang bei der Standortverwaltung der Wehrmacht in Danzig und nahm anschließend als Kompaniechef der 521./1 schw. Panzerjäger-Abteilung am „Unternehmen Zitadelle“ teil. Bei den auf die Gegenoffensive der Roten Armee folgenden Abwehrkämpfen wurde Sporleder am 14. Juli 1943 erneut schwer verwundet. Nach der Behandlung in den Feldlazaretten Minsk und Warschau hielt er sich von August bis November 1943 zur Genesung in Marienburg auf und setzte dort ebenso wie in Lauenburg und Berlin seine Widerstandstätigkeit fort. Am 1. Dezember 1943 wurde Sporleder zum Hauptmann befördert und zur Führung seiner schweren Panzerjägerabteilung an die Ostfront bei Smolensk abkommandiert. Am 13. Juli 1944 wurde er unter Major Karl Max Freiherr von Hofenfels (1908–1944) stellvertretender Kommandeur einer östlich von Lublin aufgestellten Kampfgruppe. Seine Ehefrau erhielt zu dieser Zeit den Hinweis, Marienburg zu verlassen und sich mit den Kindern an einen sicheren Ort im Harz zu begeben.
Am 15. Juli 1944 wurde um 13 Uhr für Sporleders Einheit der Befehl zum „Unternehmen Marbach“ ausgegeben. Wenig später kam der Befehl zur Verschiebung des Unternehmens. Am 20. Juli, dem Tag des Hitler-Attentates, nahm die Abteilung mit ihren schweren Panzerjägern entgegen anders lautendem Befehl über das KZ Majdanek Kurs auf das Stadtzentrum von Lublin, das als „Fester Platz“ zu diesem Zeitpunkt unter dem Kommando von SS-Gruppenführer Hilmar Moser stand. In der Stadt wurden die Verpflegungslager der SS und die Oberfeldkommandantur von Sporleders Einheit besetzt. Von dort erging in der Folge der Befehl zur Entlassung der letzten Häftlinge aus dem KZ Majdanek. Welche Rolle Sporleder dabei zukam, ist unbekannt, da die unter dem Datum vom 19. bis 25. Juli verzeichneten Einträge des Kriegstagebuches, wohl in der Folge des 20. Juli, vernichtet wurden. Nachdem v. Hofenfels und Sporleder in der Nacht vom 23. auf den 24. Juli große Teile ihrer Einheit aus der bereits fast eingeschlossenen Stadt in südwestlicher Richtung herausgeführt hatten, blieben sie zwischen den Fronten zurück und töteten sich nach Angaben eines Augenzeugen gemeinsam mit vier weiteren Offizieren durch Kopfschüsse selbst.
Sporleder zählte zu den wenigen Mitgliedern der Bekennenden Kirche, die dem „Retterwiderstand“ angehörten und zudem über persönliche Kontakte zu Angehörigen des Militärischen Widerstandes und anderer Widerstandsgruppen wie dem Kreisauer Kreis verfügten. In dem letzten Brief an seine Mutter vom 3. Juli 1944 schreibt Sporleder: „Es sieht ja nach außen wahrlich so aus, als habe Gott seine Herrschaft abgetreten an die dunklen Mächte dieser Erde […]. Aber in Wahrheit führt sein Weg ja nur durch das Kreuz zur Auferstehung.“

## Zitate
„Heute sind wir (Christen und Juden) mehr denn je ein Geschlecht […]“
(aus einer Predigt Sporleders aus den Jahren 1935/36, die auf die Nürnberger Rassegesetze und die Erlasse des Reichsministers Bernhard Rust Bezug nimmt)
„[…] möge Gott über uns alle seine schützende Hand halten und uns nicht verlassen, damit wir überall seine Nähe und Liebe erfahren. Das ist doch das Größte, was uns geschenkt werden kann, dass wir mitten in allem Leid und Tod, die uns umgeben, spüren, wie dennoch dem, der auf den gekreuzigten und auferstandenen Herrn schaut, ein Friede geschenkt wird, der sich genügen lässt an dem, dass wir etwas schauen dürfen von der verborgenen Herrschaft Gottes in dieser Welt. Es sieht ja nach außen wahrlich so aus, als habe Gott seine Herrschaft abgetreten an die dunklen Mächte dieser Erde und uns dem Zorn dieser Kräfte preisgegeben. Aber in Wahrheit führt sein Weg ja nur durch das Kreuz zur Auferstehung. Wer an ihn glaubt, der wird leben, ob er gleich stürbe und wer da lebt und glaubt an ihn, der wird nimmermehr sterben.“
(Wort Sporleders aus einem Brief vom 3. Juli 1944)